# Barnard 86
Barnard 86 ist eine Dunkelwolke, beziehungsweise eine Bok-Globule, ein räumlich engbegrenzter Teil einer Molekülwolke, in dem Sternentstehungen stattfinden können. Die Dunkelwolke liegt im Sternbild Schütze und ist etwa 1950 Lichtjahre vom Sonnensystem entfernt. Neben der Dunkelwolke befindet sich der Sternhaufen NGC 6520.
Die Katalogbezeichnung der Dunkelwolke geht darauf zurück, dass der Astronom Edward Emerson Barnard sie im Jahre 1919 in seinen 1927 publizierten und 350 Objekte umfassenden Katalog von Dunkelnebeln aufnahm.